# Santo Domingo Ixcatlán
Santo Domingo Ixcatlán è un comune del Messico, situato nello stato di Oaxaca.